# Новиченко Яків Тихонович
Яків Тихонович Новиченко (28 квітня 1914, Травни, Томська губернія — 8 грудня 1994, Травне, Новосибірська область) — молодший лейтенант Радянської армії, Герой Праці (КНДР), який врятував життя північнокорейського диктатора Кім Ір Сена під час замаху на нього.

## Біографія
Народився у родині українських переселенців. Працював пастухом, наймитом, на будівництві залізниці, потім — у колгоспі. У 1932 році одружився з місцевою колгоспницею Марією. У 1938 році призваний до Червоної армії, служив на Далекому Сході. Брав участь у радянсько-японській війні.
У Пхеньян прибув із групою радянських військ, які воювали в Кореї проти японців.
1946 року на мітингу в Пхеньяні на честь річниці Руху 1 березня врятував Кім Ір Сена від вибуху гранати, кинутої з натовпу, схопивши її рукою та накривши своїм тілом. Життя Новиченко врятувала товста книга («Брусилівський прорив») під шинеллю. Внаслідок поранення втратив кисть правої руки.

У поїздці по Північній Кореї

Демобілізувавшись, Яків Новиченко повернувся додому, до села Травне Новосибірської області. 1984 року під час візиту до Радянського Союзу лідер КНДР Кім Ір Сен розшукав Якова, після чого Новиченко з усією родиною щороку виїжджав відпочивати до Північної Кореї. 28 липня 1984 року йому надали звання Героя Праці КНДР. На офіцера запасу звернули увагу й радянські чиновники, надавши квартиру у Новосибірську.
Яків Новиченко помер 1994 року.
Під час візиту Кім Чен Іра до Росії в 2001 до родичів офіцера вийшов особистий представник Кіма і вручив їм валізу з подарунками. У вересні 2008 року на запрошення Кім Чен Іра дочки та онуки Новиченко відвідали святкування 60-річчя КНДР.
Похований на цвинтарі села.

## Нагороди
- Орден Червоного Прапора
- Орден Вітчизняної війни
- медалі[5]
- Герой праці КНДР
- 2 ордени КНДР

## Пам'ять

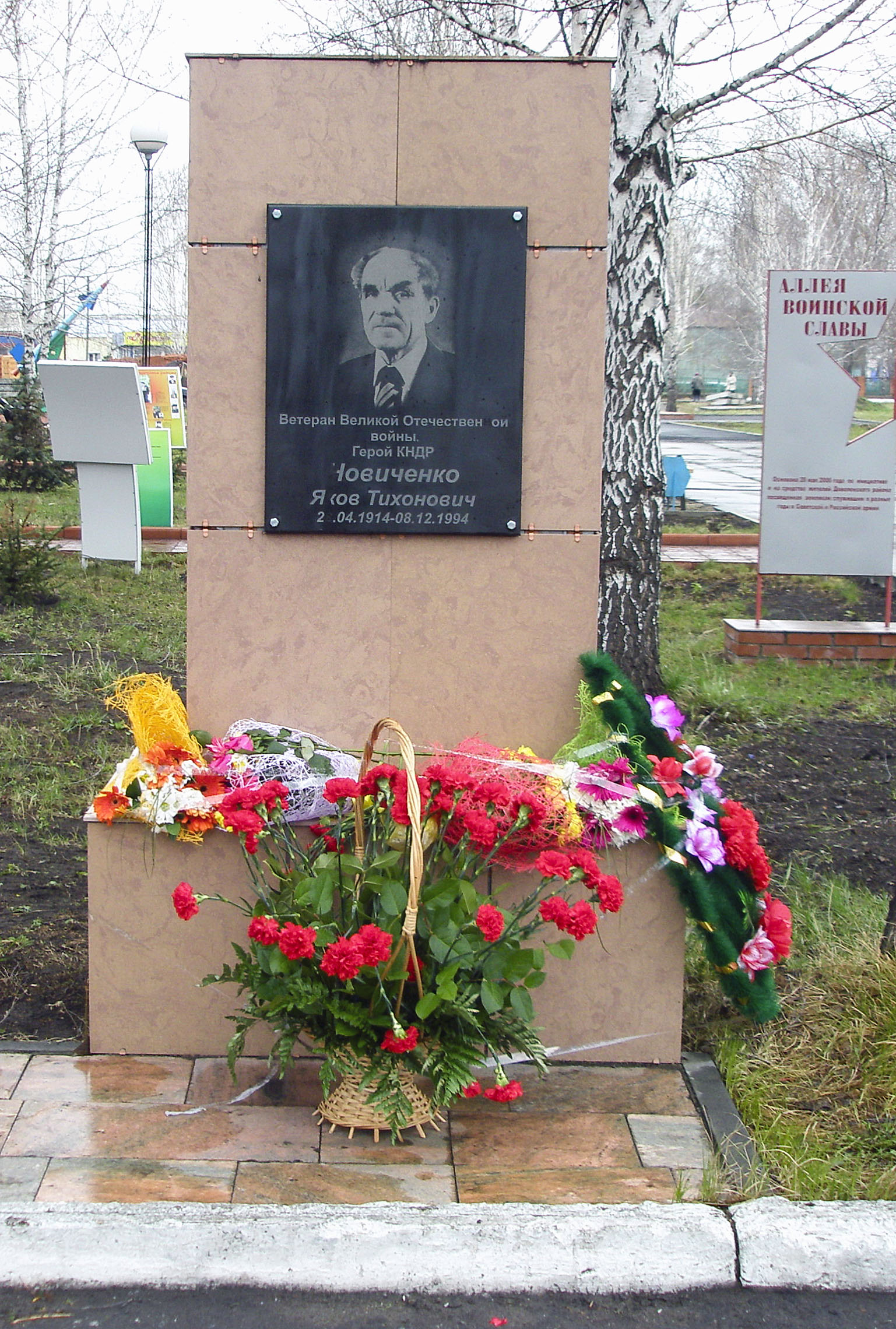
Пам'ятна стела

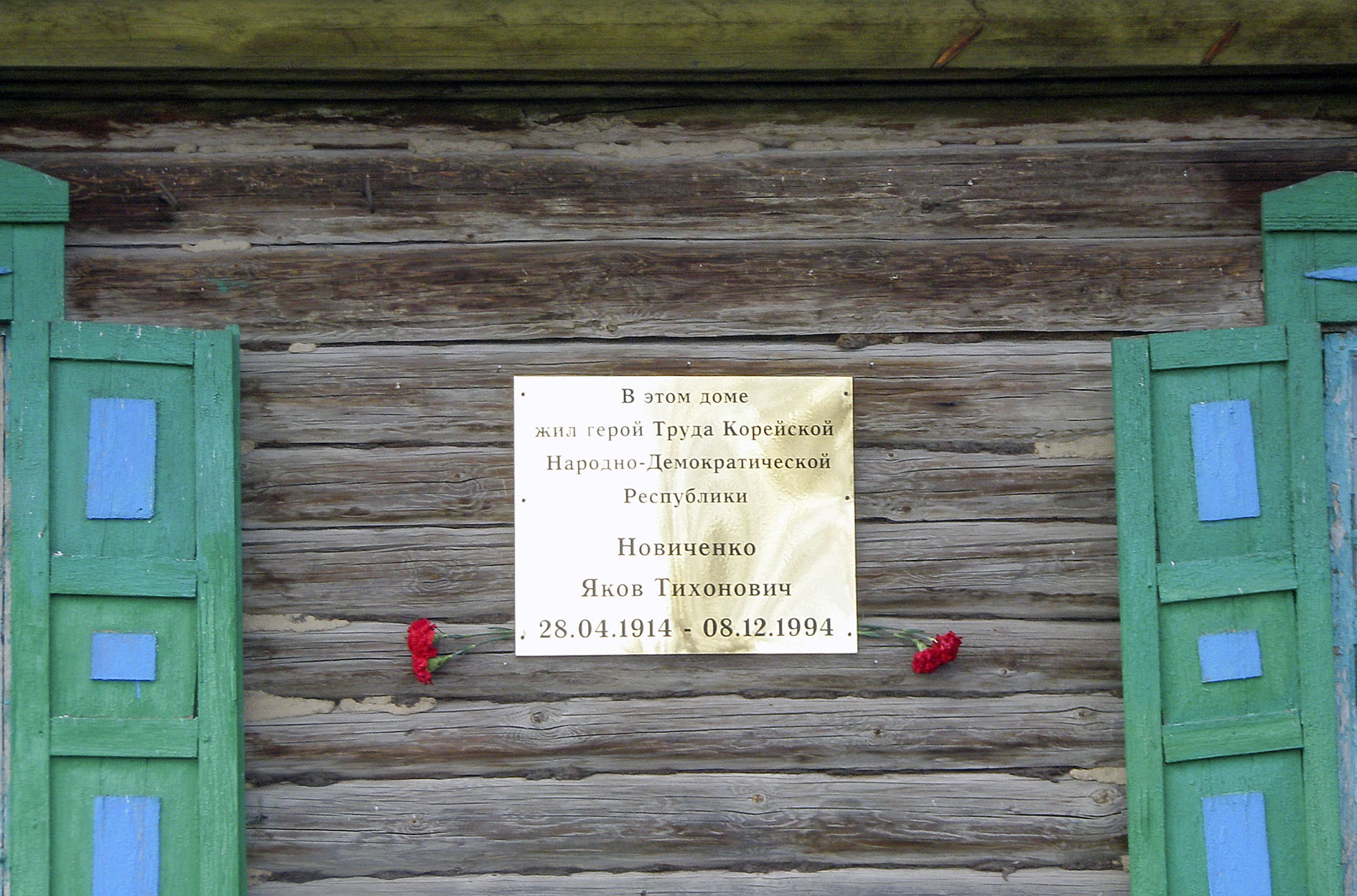
Меморіальна дошка на дому Я. Т. Новиченка

- Був знятий художній фільм «Секунда на подвиг» (1986), Ельдор Уразбаєв, Ом Гіл Сен, СРСР/КНДР, Кіностудія імені Максима Горького, Корейська держ. кіност.[6]
- У Парку Перемоги у Довольному стоїть пам'ятна стела
- На мітингу за участю посла КНДР у Росії Кім Йон Дже напередодні столітнього ювілею ветерана на його будинку встановлено меморіальну дошку.